# تشارلز أدلر
تشارلز أدلر (بالإنجليزية: Charles Adler) (و. 1886 – 1966 م) هو ممثل، من الولايات المتحدة الأمريكية، ولد في ميامي، فلوريدا، توفي في مقاطعة ميامي داد, ولاية فلوريدا، عن عمر يناهز 80 عاماً.

## وصلات خارجية
- تشارلز أدلر على موقع IMDb (الإنجليزية)
- تشارلز أدلر على موقع قاعدة بيانات برودواي على الإنترنت (الإنجليزية)
- تشارلز أدلر على موقع قاعدة بيانات الفيلم (الإنجليزية)